# Куково
 Тази статия е за селото в Северна Македония.  За Гърция със старо име Куково, вижте Полидендро (дем Бер).  
Куково (на македонска литературна норма: Куково) е село в източната част на Северна Македония, община Пробищип.

## География
Землището на Куково е 9,4 km2, от които земеделската площ е 992 хектара – 449 хектара обработваема земя, 404 хектара пасища и 24 хектара гори.

## История
В XIX век Куково е изцяло българско селце в Щипска кааза на Османската империя. Според статистиката на Васил Кънчов („Македония. Етнография и статистика“) от 1900 година Куково има 90 жители, всички българи християни.
Цялото население на селото е под върховенството на Българската екзархия. В статистиката на секретаря на екзархията Димитър Мишев („La Macédoine et sa Population Chrétienne“) от 1905 година Кукуво (Koukovo) е посочено като село с 80 жители българи екзархисти.
При избухването на Балканската война в 1912 година от Куково има записани 7 доброволци в Македоно-одринското опълчение. След Междусъюзническата война в 1913 година селото попада в Сърбия.
На етническата си карта от 1927 година Леонард Шулце Йена показва Кукова (Kukova) като село с неясен етнически състав.
Според преброяването от 2002 година селото има 18 жители (8 мъже и 10 жени), в 10 домакинства и 28 къщи.

## Личности
Родени в Куково
- Наце Нушев, български революционер, деец на ВМОРО, четник на Иван Бърльо в 1915 година[6]
- Никола Серафимов Стоянов (1881 - след 1943), български революционер
- Петър Тепелков, български революционер от ВМОРО, четник на Константин Нунков[7]